# Axel Jansson
Pour les articles homonymes, voir Jansson.
Axel Jansson, né le 24 avril 1882 à Stockholm (Suède) et mort le 22 septembre 1909 dans la même ville, est un tireur sportif suédois.

## Palmarès

### Jeux olympiques
- Jeux olympiques d'été de 1908 à Londres :
  -  Médaille d'argent en tir à la carabine libre par équipes.